# José Ribeiro de Resende
José Ribeiro de Resende (Lagoa Dourada, 27 de dezembro 1808 - Juiz de Fora, 28 de janeiro 1888) primeiro e único Barão de Juiz de Fora, foi um político e proprietário rural da cidade de mesmo nome. Serviu como presidente da Câmara Municipal de Juiz de Fora entre 1853 e 1856,  foi juiz de paz e tenente-coronel da Guarda Nacional. Recebeu de D. Pedro II, em 15 de junho de 1881, o título de Barão do Juiz de Fora. Doou o terreno onde foi construído o primeiro cemitério público da cidade, o Cemitério Municipal de Juiz de Fora.

## Família
Foi filho do Coronel Geraldo Ribeiro de Resende com de dona Esmênia Joaquina de Mendonça sobrinho paterno de Marquês de Valença. Casou-se pela primeira vez com dona Senhorinha Carolina de Miranda Reis tendo com ela, dentre os onze filhos, Geraldo Augusto de Resende, Barão do Retiro e José Augusto de Resende, o segundo Barão do Rio Novo. Contraiu segundo matrimônio em 10 de julho de 1858 com dona Camila Francisca Ferreira de Assis Armond, viúva do capitão Cândido Ferreira da Fonseca, filha do primeiro barão do Pitangui e irmã do segundo barão de mesmo título e do conde de Prados.

## Propriedades
Foi proprietário de terras em Engenho do Mato posteriormente denominado Chapéu D'Uvas. Adquiriu, depois, a fazenda de café Fortaleza, em Caeté, pertencente aos herdeiros do capitão Pedro Teixeira de Carvalho e de Maria Lucinda da Apresentação. Doou terrenos para os cemitérios de Santana do Deserto e Caeté.

## Homenagens
Foi homenageado em Juiz de Fora com uma rua em seu nome, a Rua Barão de Juiz de Fora. 